# Mikkel Schrøder Uldal
Mikkel Schrøder Uldal (født 21. december 1974 i Aalborg) er en dansk musiker, sanger, skuespiller og entertainer. Han er søn af skuespiller Peter Schrøder og sangerinde Hanne Uldal, samt halvbror til musiker og forfatter Kristian Leth. Schrøder har bl.a. arbejdet på omkring 200 tv udsendelser, som blandt andet tv-vært og tilrettelægger, medvirket i utallige revyer, lavet reklamefilm og turneret med comedy shows. Han er gift med skuespiller Christine Astrid Nielsen. Mikkel Schrøder Uldal har med Skuespiller Christina Astrid Nielsen to børn. Derudover har han datteren Silja Bauer Uldal fra et tidligere ægteskab. 